# Accidente de Swissair en Tuttlingen de 1934
El accidente de Swissair en Tuttlingen de 1934 se produjo el 27 de julio de 1934, cuando un avión de pasajeros Curtiss AT-32C Condor II de Swissair se estrelló cerca de Tuttlingen, Alemania, mientras volaba a través de una tormenta eléctrica. Las doce personas a bordo murieron. Fue el peor accidente aéreo de 1934, y el primer accidente de aviación de Swissair desde su fundación en 1931.

## Aeronave y ocupantes

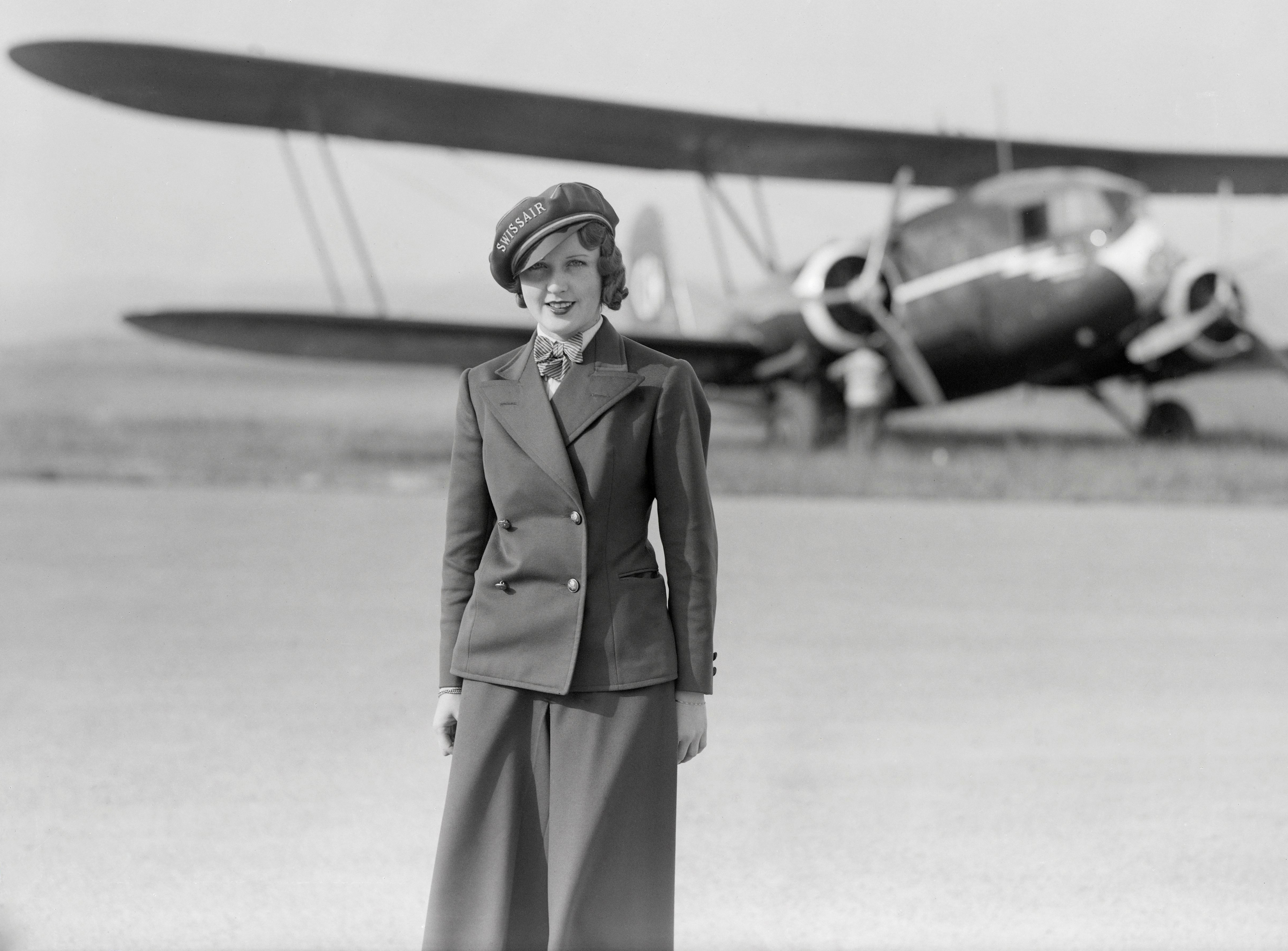
El avión accidentado al fondo, detrás de Nelly Diener, quien murió en el accidente.

El avión involucrado en el accidente, registrado CH-170, era un Curtiss AT-32C Condor II, una variante del T-32 estándar desarrollado específicamente para la compañía de bandera suiza Swissair, que era su único operador. El CH-170 había entrado en servicio el 28 de marzo de 1934 y, en el momento del accidente, solo había estado en servicio durante cuatro meses. La cabina se configuró con asientos para hasta 15 personas.
La auxiliar de vuelo del avión, Nelly Diener, también conocida como Engel der Lüfte («Ángel de los cielos»), se destaca por ser la primera auxiliar de vuelo de Europa. Trabajaba para Swissair desde el 1 de mayo de 1934. Los otros dos miembros de la tripulación eran el piloto, Armin Mühlematter, y el navegador de radio, Hans Daschinger. En el vuelo fatal, había nueve pasajeros a bordo.

## Accidente
El avión partió de Zúrich hacia Berlín, con escalas en Stuttgart y Leipzig. Poco después de cruzar la frontera suizo-alemana, la aeronave, que navegaba a una altitud de unos 3000 metros (9800 pies), se encontró con una tormenta eléctrica y, mientras volaba a través de ella, el ala derecha finalmente se rompió; el avión cayó en un bosque cerca de Tuttlingen, explotando en llamas al impactar.

## Investigación
Los investigadores encontraron que las oscilaciones en el ala habían causado una fractura por tensión, cuya gravedad se vio agravada por las violentas condiciones climáticas en las que volaba la aeronave. Los investigadores alemanes, sin embargo, determinaron que se formó una fractura en la estructura del soporte del motor y el ala debido a una construcción defectuosa y técnicas de soldadura junto con las vibraciones del motor, mientras que una segunda fractura resultó de la fuerza de la turbulencia en la tormenta.